# Seznam památkových objektů ve správě Národního památkového ústavu
Národní památkový ústav spravuje celkem 106 státních památkových objektů, převážně národních kulturních památek, ale také kulturních památek a památek zapsaných na seznamu světového dědictví UNESCO (celkem 9, Lednicko-valtický areál počítán jako 3 samostatné památky). Pod správu NPÚ spadá 29 hradů, 59 zámků, 5 hradozámků, 4 kláštery, 3 kostely, 2 usedlosti, 2 zdravotnická zařízení, 3 komplexy zahrad, vila a důlní technická památka. Památky ve správě NPÚ jsou zpřístupněny pro veřejnost a nabízí návštěvníkům možnost prohlídky v rámci jednoho a více návštěvnických okruhů, některé rovněž umožňují bezbariérový přístup.

## Seznam památkových objektů
|      |  | Památka                                | Typ objektu           | Územní památková správa                                 |
| ---- |  | -------------------------------------- | --------------------- | ------------------------------------------------------- |
| 1.   |  | Bečov nad Teplou                       | Hrad a zámek          | ÚPS Praha - ÚOP v Lokti                                 |
| 2.   |  | Benešov nad Ploučnicí                  | Zámek                 | ÚPS Praha - ÚOP v Ústí nad Labem                        |
| 3.   |  | Bezděz                                 | Hrad                  | ÚPS na Sychrově - ÚOP v Liberci                         |
| 4.   |  | Bítov                                  | Hrad                  | ÚPS v Kroměříži - ÚOP v Brně                            |
| 5.   |  | Bouzov                                 | Hrad                  | ÚPS v Kroměříži - ÚOP v Olomouci                        |
| 6.   |  | Březnice                               | Zámek                 | ÚPS Praha - ÚOP středních Čech                          |
| 7.   |  | Bučovice                               | Zámek                 | ÚPS v Kroměříži - ÚOP v Brně                            |
| 8.   |  | Buchlov                                | Hrad                  | ÚPS v Kroměříži - ÚOP v Kroměříži                       |
| 9.   |  | Buchlovice                             | Zámek                 | ÚPS v Kroměříži - ÚOP v Kroměříži                       |
| 10.  |  | Červená Lhota                          | Zámek                 | ÚPS v Českých Budějovicích - ÚOP v Českých Budějovicích |
| 11.  |  | Červené Poříčí                         | Zámek                 | ÚPS v Českých Budějovicích - ÚOP v Plzni                |
| 12.  |  | Český Krumlov (UNESCO)                 | Hrad a zámek          | ÚPS v Českých Budějovicích - ÚOP v Českých Budějovicích |
| 13.  |  | Dačice                                 | Zámek                 | ÚPS v Českých Budějovicích - ÚOP v Českých Budějovicích |
| 14.  |  | Duchcov                                | Zámek                 | ÚPS Praha - ÚOP v Ústí nad Labem                        |
| 15.  |  | Důl Michal v Ostravě                   | Důlní dílo            | ÚPS v Kroměříži - ÚOP v Ostravě                         |
| 16.  |  | Frýdlant                               | Hrad a zámek          | ÚPS na Sychrově - ÚOP v Liberci                         |
| 17.  |  | Grabštejn                              | Zámek                 | ÚPS na Sychrově - ÚOP v Liberci                         |
| 18.  |  | Gutštejn                               | Hrad                  | ÚPS v Českých Budějovicích - ÚOP v Plzni                |
| 19.  |  | Hamousův statek ve Zbečně              | Usedlost              | ÚPS Praha - ÚOP středních Čech                          |
| 20.  |  | Házmburk                               | Hrad                  | ÚPS Praha - ÚOP v Ústí nad Labem                        |
| 21.  |  | Hluboká nad Vltavou                    | Zámek                 | ÚPS v Českých Budějovicích - ÚOP v Českých Budějovicích |
| 22.  |  | Horšovský Týn                          | Hrad a zámek          | ÚPS v Českých Budějovicích - ÚOP v Plzni                |
| 23.  |  | Hořovice                               | Zámek                 | ÚPS Praha - ÚOP středních Čech                          |
| 24.  |  | hospitál Kuks                          | Zdravotnické zařízení | ÚPS na Sychrově - ÚOP v Josefově                        |
| 25.  |  | Hradec nad Moravicí                    | Zámek                 | ÚPS v Kroměříži - ÚOP v Ostravě                         |
| 26.  |  | Hrádek u Nechanic                      | Zámek                 | ÚPS na Sychrově - ÚOP v Josefově                        |
| 27.  |  | Hrubý Rohozec                          | Zámek                 | ÚPS na Sychrově - ÚOP v Liberci                         |
| 28.  |  | Invalidovna                            | Zdravotnické zařízení | ÚPS Praha - ÚOP v Praze                                 |
| 29.  |  | Janovice u Rýmařova                    | Zámek                 | ÚPS v Kroměříži - ÚOP v Olomouci                        |
| 30.  |  | Jánský Vrch                            | Zámek                 | ÚPS v Kroměříži - ÚOP v Olomouci                        |
| 31.  |  | Janův hrad                             | Hrad                  | ÚPS v Kroměříži - ÚOP v Brně                            |
| 32.  |  | Jaroměřice nad Rokytnou                | Zámek                 | ÚPS v Českých Budějovicích - ÚOP v Telči                |
| 33.  |  | Jezeří                                 | Zámek                 | ÚPS Praha - ÚOP v Ústí nad Labem                        |
| 34.  |  | Jindřichův Hradec                      | Hrad a zámek          | ÚPS v Českých Budějovicích - ÚOP v Českých Budějovicích |
| 35.  |  | Karlštejn                              | Zámek                 | ÚPS Praha - ÚOP středních Čech                          |
| 36.  |  | Kladruby                               | Klášter               | ÚPS v Českých Budějovicích - ÚOP v Plzni                |
| 37.  |  | Konopiště                              | Zámek                 | ÚPS Praha - ÚOP středních Čech                          |
| 38.  |  | kostel Nanebevzetí Panny Marie v Mostě | Kostel                | ÚPS Praha - ÚOP v Ústí nad Labem                        |
| 39.  |  | kostel sv. Floriána v Krásném Březně   | Kostel                | ÚPS Praha - ÚOP v Ústí nad Labem                        |
| 40.  |  | kostel sv. Víta v Zahrádce             | Kostel                | ÚPS v Českých Budějovicích - ÚOP v Telči                |
| 41.  |  | Kozel                                  | Zámek                 | ÚPS v Českých Budějovicích - ÚOP v Plzni                |
| 42.  |  | Krakovec                               | Hrad                  | ÚPS Praha - ÚOP středních Čech                          |
| 43.  |  | Krásný Dvůr                            | Zámek                 | ÚPS Praha - ÚOP v Ústí nad Labem                        |
| 44.  |  | Kratochvíle                            | Zámek                 | ÚPS v Českých Budějovicích - ÚOP v Českých Budějovicích |
| 45.  |  | Křivoklát                              | Hrad                  | ÚPS Praha - ÚOP středních Čech                          |
| 46.  |  | Kunětická hora                         | Hrad                  | ÚPS na Sychrově - ÚOP v Pardubicích                     |
| 47.  |  | Kunštát                                | Zámek                 | ÚPS v Kroměříži - ÚOP v Brně                            |
| 48.  |  | květná zahrada Kroměříž (UNESCO)       | Zámek                 | ÚPS v Kroměříži - ÚOP v Kroměříži                       |
| 49.  |  | Kynžvart                               | Zámek                 | ÚPS Praha - ÚOP v Lokti                                 |
| 50.  |  | Landštejn                              | Hrad                  | ÚPS v Českých Budějovicích - ÚOP v Českých Budějovicích |
| 51.  |  | Lednice (UNESCO)                       | Zámek                 | ÚPS v Kroměříži - ÚOP v Brně                            |
| 52.  |  | Lednicko-valtický areál (UNESCO)       | Zámecký park          | ÚPS v Kroměříži - ÚOP v Brně                            |
| 53.  |  | Lemberk                                | Zámek                 | ÚPS na Sychrově - ÚOP v Liberci                         |
| 54.  |  | Libochovice                            | Zámek                 | ÚPS Praha - ÚOP v Ústí nad Labem                        |
| 55.  |  | Lipnice nad Sázavou                    | Hrad                  | ÚPS v Českých Budějovicích - ÚOP v Telči                |
| 56.  |  | Litice                                 | Hrad                  | ÚPS na Sychrově - ÚOP v Pardubicích                     |
| 57.  |  | Litomyšl (UNESCO)                      | Zámek                 | ÚPS na Sychrově - ÚOP v Pardubicích                     |
| 58.  |  | Lysice                                 | Zámek                 | ÚPS v Kroměříži - ÚOP v Brně                            |
| 59.  |  | Manětín                                | Zámek                 | ÚPS v Českých Budějovicích - ÚOP v Plzni                |
| 60.  |  | Milotice                               | Zámek                 | ÚPS v Kroměříži - ÚOP v Brně                            |
| 61.  |  | Mnichovo Hradiště                      | Zámek                 | ÚPS Praha - ÚOP středních Čech                          |
| 62.  |  | Mníšek pod Brdy                        | Zámek                 | ÚPS Praha - ÚOP středních Čech                          |
| 63.  |  | Náchod                                 | Zámek                 | ÚPS na Sychrově - ÚOP v Josefově                        |
| 64.  |  | Náměšť nad Oslavou                     | Zámek                 | ÚPS v Českých Budějovicích - ÚOP v Telči                |
| 65.  |  | Nebílovy                               | Zámek                 | ÚPS v Českých Budějovicích - ÚOP v Plzni                |
| 66.  |  | Nové Hrady                             | Hrad                  | ÚPS v Českých Budějovicích - ÚOP v Českých Budějovicích |
| 67.  |  | Nový Hrádek u Lukova                   | Hrad                  | ÚPS v Kroměříži - ÚOP v Brně                            |
| 68.  |  | Opočno                                 | Zámek                 | ÚPS na Sychrově - ÚOP v Josefově                        |
| 69.  |  | Pernštejn                              | Hrad                  | ÚPS v Kroměříži - ÚOP v Brně                            |
| 70.  |  | Plasy                                  | Klášter               | ÚPS v Českých Budějovicích - ÚOP v Plzni                |
| 71.  |  | Ploskovice                             | Zámek                 | ÚPS Praha - ÚOP v Ústí nad Labem                        |
| 72.  |  | Přimda                                 | Hrad                  | ÚPS v Českých Budějovicích - ÚOP v Plzni                |
| 73.  |  | Rabí                                   | Hrad                  | ÚPS v Českých Budějovicích - ÚOP v Plzni                |
| 74.  |  | Raduň                                  | Zámek                 | ÚPS v Kroměříži - ÚOP v Ostravě                         |
| 75.  |  | Rájec nad Svitavou                     | Zámek                 | ÚPS v Kroměříži - ÚOP v Brně                            |
| 76.  |  | Ratibořice                             | Zámek                 | ÚPS na Sychrově - ÚOP v Josefově                        |
| 77.  |  | Rožmberk                               | Hrad                  | ÚPS v Českých Budějovicích - ÚOP v Českých Budějovicích |
| 78.  |  | Sázava                                 | Klášter               | ÚPS Praha - ÚOP středních Čech                          |
| 79.  |  | selský dvůr U Matoušů v Plzni-Bolevci  | Usedlost              | ÚPS v Českých Budějovicích - ÚOP v Plzni                |
| 80.  |  | Slatiňany                              | Zámek                 | ÚPS na Sychrově - ÚOP v Pardubicích                     |
| 81.  |  | Stekník                                | Zámek                 | ÚPS Praha - ÚOP v Ústí nad Labem                        |
| 82.  |  | Sychrov                                | Zámek                 | ÚPS na Sychrově - ÚOP v Liberci                         |
| 83.  |  | Šternberk                              | Hrad                  | ÚPS v Kroměříži - ÚOP v Olomouci                        |
| 84.  |  | Švihov                                 | Hrad                  | ÚPS v Českých Budějovicích - ÚOP v Plzni                |
| 85.  |  | Telč (UNESCO)                          | Zámek                 | ÚPS v Českých Budějovicích - ÚOP v Telči                |
| 86.  |  | Točník                                 | Hrad                  | ÚPS Praha - ÚOP středních Čech                          |
| 87.  |  | Trosky                                 | Hrad                  | ÚPS na Sychrově - ÚOP v Liberci                         |
| 88.  |  | Třeboň                                 | Zámek                 | ÚPS v Českých Budějovicích - ÚOP v Českých Budějovicích |
| 89.  |  | Uherčice                               | Zámek                 | ÚPS v Kroměříži - ÚOP v Brně                            |
| 90.  |  | Valeč                                  | Zámek                 | ÚPS Praha - ÚOP v Lokti                                 |
| 91.  |  | Valtice (UNESCO)                       | Zámek                 | ÚPS v Kroměříži - ÚOP v Brně                            |
| 92.  |  | Velhartice                             | Hrad                  | ÚPS v Českých Budějovicích - ÚOP v Plzni                |
| 93.  |  | Velké Březno                           | Zámek                 | ÚPS Praha - ÚOP v Ústí nad Labem                        |
| 94.  |  | Velké Losiny                           | Zámek                 | ÚPS v Kroměříži - ÚOP v Olomouci                        |
| 95.  |  | Veltrusy                               | Zámek                 | ÚPS Praha - ÚOP středních Čech                          |
| 96.  |  | Veveří                                 | Hrad                  | ÚPS v Kroměříži - ÚOP v Brně                            |
| 97.  |  | vila Stiassni v Brně                   | Vila                  | ÚPS v Kroměříži - ÚOP v Brně                            |
| 98.  |  | Vimperk                                | Zámek                 | ÚPS v Českých Budějovicích - ÚOP v Českých Budějovicích |
| 99.  |  | Vizmburk                               | Hrad                  | ÚPS na Sychrově - ÚOP v Josefově                        |
| 100. |  | Vizovice                               | Zámek                 | ÚPS v Kroměříži - ÚOP v Kroměříži                       |
| 101. |  | Vranov nad Dyjí                        | Zámek                 | ÚPS v Kroměříži - ÚOP v Brně                            |
| 102. |  | Zahrady pod Pražským hradem (UNESCO)   | Komplex zahrad        | ÚPS Praha - ÚOP v Praze                                 |
| 103. |  | Zákupy                                 | Zámek                 | ÚPS na Sychrově - ÚOP v Liberci                         |
| 104. |  | Zlatá Koruna                           | Klášter               | ÚPS v Českých Budějovicích - ÚOP v Českých Budějovicích |
| 105. |  | Zvíkov                                 | Hrad                  | ÚPS v Českých Budějovicích - ÚOP v Českých Budějovicích |
| 106. |  | Žebrák                                 | Hrad                  | ÚPS Praha - ÚOP středních Čech                          |
| 107. |  | Žleby                                  | Zámek                 | ÚPS Praha - ÚOP středních Čech                          |